# Bruno Schulz

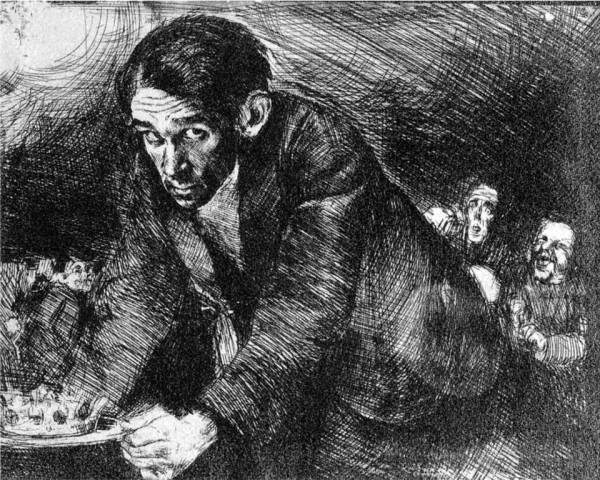
Selbstporträt (1920/22)

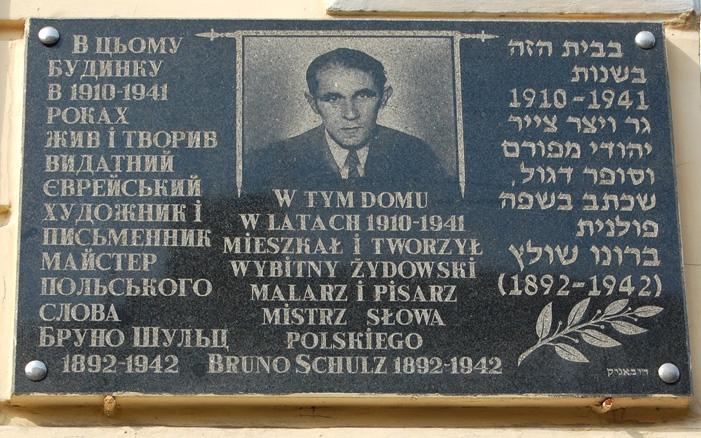
In diesem Haus lebte und arbeitete in den Jahren 1910-1941 der große jüdische Maler und Schriftsteller, der Meister des polnischen Wortes Bruno Schulz (1892–1942). (Gedenktafel für Bruno Schulz in Drohobycz)

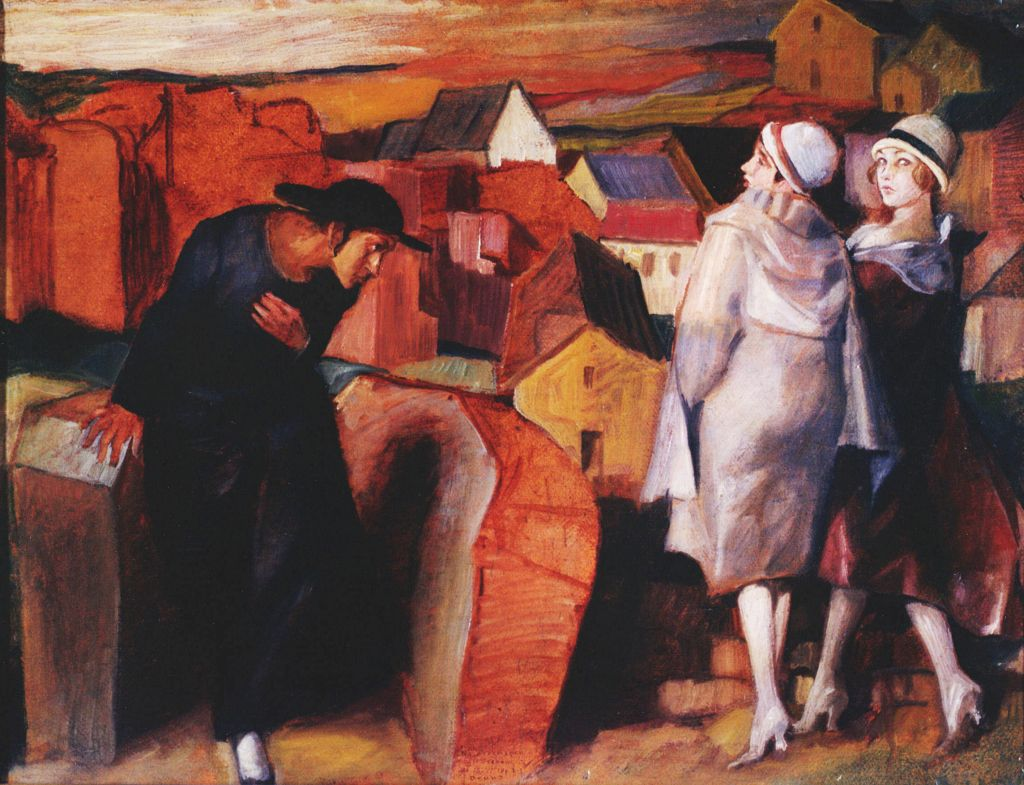
Bruno Schulz: Spotkanie (1920)

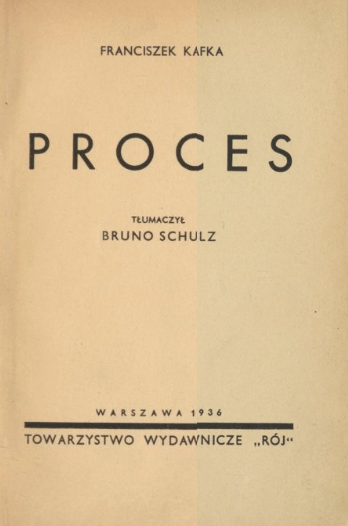
Übersetzung nicht von Schulz, sondern von Józefina Szelińska (1936)

Bruno Schulz (geboren am 12. Juli 1892 in Drohobycz, Galizien, Österreich-Ungarn, heute Ukraine; erschossen im Drohobyczer Ghetto am 19. November 1942 ebenda) war ein polnischer Schriftsteller, Literaturkritiker, Graphiker, Zeichner und Opfer des Holocaust.

## Leben
Bruno Schulz war das dritte Kind von Jakub und Henrietta Schulz. Die Familie jüdischen Glaubens orientierte sich an der polnischen Kultur; Bruno Schulz wuchs polnischsprachig auf, über die Mutter kam er früh auch mit der deutschen Sprache in Berührung. Im Erdgeschoss des von der Familie Schulz bewohnten Hauses befand sich das Seiden- und Textilwarengeschäft des Vaters. Aufgrund seiner schweren Krankheit und der Konkurrenz von Großhändlern wurde das Geschäft 1910 aufgelöst.
Nach dem Abitur begann Schulz 1910 in Lemberg an der Technischen Hochschule ein Architekturstudium, das er wegen der Krankheit des Vaters, seines eigenen schlechten Gesundheitszustands und infolge des Ersten Weltkriegs 1914 abbrach. Aus der österreichischen Armee ausgemustert, verbrachte Bruno Schulz die Kriegszeit in Kurorten und für einen längeren Zeitraum in Wien, wo er an der Akademie der Künste eingeschrieben war. Noch zu Lebzeiten des Vaters musste das durch Kriegshandlungen zerstörte Haus der Familie verkauft werden. Die verarmte Familie zog in das Haus der Tochter Hania Hofman, deren Mann in der Drohobycz-Boryslawer Erdölindustrie angestellt war. Einige Zeit später nahm dieser sich das Leben. 1915 starb Jakub Schulz. Bruno Schulz kehrte nach dem Ersten Weltkrieg nach Drohobycz zurück, das er mit Ausnahme von Aufenthalten in Warschau, Reisen innerhalb Polens, einer Parisreise und einer Schifffahrt nach Dänemark bis zu seinem Lebensende nicht mehr verließ.
Vor allem nach dem Ersten Weltkrieg betätigte sich Schulz autodidaktisch als Zeichner, Grafiker und Maler. 1920/1921 entstand der Grafikzyklus Xięga Bałwochwalcza (Das Buch vom Götzendienst), von dem sich einige Exemplare u. a. in polnischen Museen befinden, so im Jüdischen Historischen Institut in Warschau. Eine Mappe mit über 100 Zeichnungen und Skizzen hatte Schulz seinem ehemaligen Schüler Samuel Bergman anvertraut. Sie befindet sich seit 1964 im Adam-Mieckiwicz-Literaturmuseum Warschau. Die meisten Arbeiten gingen während der faschistischen Besatzung verloren. Das von David Königsberg (1889–1942) im Lemberger Friedman Verlag herausgegebene Journal für Literatur, Kunst und Kultur Tsushteyer (Wohltätigkeit) veröffentlichte Bilder Schulz’.
Schulz machte Bekanntschaft mit Stanisław Ignacy Witkiewicz, lernte über ihn die Philosophin und Schriftstellerin Debora Vogel kennen und begann in einem Briefwechsel mit ihr, sich stärker der sprachlichen Gestaltung zuzuwenden. Ihrer Unterstützung ist schließlich die Entdeckung der Erzählungen zu verdanken.
Von 1924 bis 1941 arbeitete Schulz als Zeichenlehrer, erst 1932 erhielt er eine feste Anstellung. In Briefen an Freunde klagte Schulz immer wieder über die Langeweile und Überforderung bei dieser Tätigkeit, die ihm kaum Zeit zum Schreiben lasse. Nach dem Tod der Mutter 1931 und drei Jahre später des älteren Bruders war Schulz auf diese Beschäftigung jedoch angewiesen, da ihm die Pflicht des Familienunterhalts zufiel.
1933 wurde auf Fürsprache der polnischen Dichterin Zofia Nałkowska die Erzählungsfolge Die Zimtläden gedruckt. Die Veröffentlichung seiner Erzählungen machte ihn innerhalb Polens schnell bekannt. Versuche, sie in andere europäische Sprachen zu übersetzen, scheiterten jedoch zu seinen Lebzeiten. Entgegen anderslautenden Quellen war Schulz an der Übersetzung von Kafkas Romanfragment Der Process ins Polnische lediglich als Berater seiner Verlobten Józefina Szelińska beteiligt. Sie übersetzte, er stellte seinen Namen zur Verfügung, um die Publikation der Übersetzung zu beschleunigen.
Nach dem Einmarsch der Roten Armee im September 1939 in Ostpolen verdiente Schulz sein Brot, indem er unter anderem für die neuen Machthaber propagandistische Bilder malte. Eine Zeitlang arbeitete er in der Bibliothek des ehemaligen Klosters in Chyrów (ukr. Chyriv). Als die deutsche Armee nach dem Überfall auf die Sowjetunion bis nach Galizien vordrang, musste Schulz 1941 in das Drohobyczer Ghetto übersiedeln.
Als Maler und Zeichner fand er im SS-Hauptscharführer Felix Landau einen, wenn auch zweifelhaften, Protektor. Schulz wurde gezwungen, das Kinderzimmer einer von Landau beschlagnahmten Villa mit Fresken zu bemalen, die Szenen aus deutschen Märchen zeigen. Sie wurden im Jahr 2001 von dem deutschen Dokumentarregisseur Benjamin Geissler entdeckt. Die Suche nach den Wandbildern und die Affäre um ihre illegale Ausfuhr nach Yad Vashem dokumentiert Geisslers Film Bilder Finden. Am 19. November 1942, kurz vor seiner geplanten Flucht aus dem Ghetto, wurde Schulz auf offener Straße von Landaus SS-Kollegen Karl Günther erschossen, wahrscheinlich aus Unmut gegen Schulz’ Gönner, der zuvor Günthers Leibzahnarzt Löwe erschossen hatte. Dabei soll Günther zu Landau im Anschluss gesagt haben: „Du hast meinen Juden getötet – und ich deinen!“ Die Todesumstände genau zu rekonstruieren erweist sich wegen widersprüchlicher mündlicher Zeugenaussagen als schwierig. Sein Grab ist nicht bekannt.

## Erinnerung
In Drohobycz unternahm man lange keine größeren Anstrengungen, das Andenken an Bruno Schulz wachzuhalten. Sein Elternhaus steht nicht mehr und die von ihm ausgemalte Villa Landau ist in sehr schlechtem Zustand. An der Stelle, an der er ermordet wurde, lag bis 2008 eine Gedenktafel, die inzwischen (Stand 2014) erneuert wurde. Der jüdische Friedhof in Drohobycz wurde nach dem Krieg zerstört und musste einer Neubausiedlung Platz machen. Am Haus, in dem Schulz lebte, wurde eine Gedenktafel angebracht. Im Jahr 2003 wurde dann ein Bruno Schulz Museum in der Pädagogischen Universität eröffnet und erstmals wurde der Geburtstag von Schulz offiziell gefeiert. Seit 2004 findet in zweijährigem Rhythmus in Drohobytsch das Bruno-Schulz-Festival statt, an dem bekannte Schriftsteller und Künstler vor allem der Ukraine und Polen teilnehmen.
Im Jahre 2013 wurde im Berliner Martin-Gropius-Bau, wie schon an anderen Orten vorher, eine virtuelle Rekonstruktion der Bilder gezeigt, die Geissler angefertigt hatte.
Die österreichische Rockband „Nebenjob“ hat dem Andenken an Bruno Schulz das Lied Wer erschoss Bruno Schulz? gewidmet, das erstmals im Jahr 2011 in einem Livekonzert in Wien vorgestellt wurde.

## Das literarische Werk
Bruno Schulz verfasste autobiographisch inspirierte Erzählungen, die er nach eigenen Angaben in eine „mythologische“ Dimension überführen wollte. Die Erzählungen kreisen zu einem großen Teil um die sich in eine Welt des Geistes flüchtende Figur Jakub, angelehnt an seinen Vater Jakub Schulz, und dessen antagonistisch und erotisch getönte Interaktionen mit Adela, der lebenspraktisch orientierten Haushälterin. Die Erzählperspektive wird Jakubs Sohn Józef zugeordnet, der in einer eigenartigen Mischung aus kindlich-intensiver Wahrnehmung (Sensitivität für Farben, Stimmungen, Suche nach geheimem Sinn) und anspruchsvollem reflexiven Niveau (hohe Frequenz von Fremdwörtern, eingebundene Theoriefragmente) nicht eindeutig als „Kind“ oder „Erwachsener“ erkannt werden kann.
Bruno Schulz debütierte im Jahre 1933 in der Zeitung Wiadomości Literackie (dt. Literarische Nachrichten) mit der Erzählung Ptaki (dt. Vögel); kurz darauf erschien im Warschauer Verlag Rój sein erster Band mit Erzählungen Sklepy Cynamonowe (dt. Die Zimtläden). 1936 erschien im selben Verlag der zweite Band Sanatorium pod Klepsydrą (dt. Das Sanatorium zur Sanduhr).
Stilistisch wurden Schulz’ Erzählungen schon in der zeitgenössischen Rezeption als „kompliziert“ beschrieben, zum Teil wegen fehlender Eindeutigkeit auch politisch kritisiert. Von „linken“ Kritikern wurde Schulz seine Verliebtheit in das Formale bzw. in die Dimension der Zeitlichkeit vorgeworfen, von einigen „rechten“ Kritikern wurde sein Werk als „jüdisch“ und „entartet“ abgelehnt. Der Metaphernreichtum, die extensiven, z. T. symbolistisch angehauchten Beschreibungen und die ironisch gebrochenen Ausflüge in das Genre der Phantastik machen seine Erzählungen, trotz ihrer historischen Aufgeladenheit, tatsächlich teilweise hermetisch.
Typisch sind die vom polnisch-jüdischen Literaturkritiker Artur Sandauer im Vorwort der polnischen Nachkriegsausgabe benannten Raster von Dualismen. Sandauer ordnet diese Dualismen in eine von Schulz aufgerufene grundlegende antagonistische Beziehung zwischen dem 19. und dem 20. Jahrhundert ein:
- Vaterfigur – Mutterfigur
- Vergangenheit – Gegenwart
- Provinz – Industriestadt
- Tradition – Fortschritt
- Kindheit – Erwachsenenalter
- Unschuld – Sünde
- Mann – Frau
- Seele – Körper
- Geist – Materie
- Traum – Wirklichkeit
- Original – Kitsch

Von hier aus ist es nicht weit zu einer Einschätzung, wonach die Erzählungen von Bruno Schulz eine Kulturkritik (z. B. im Sinne Oswald Spenglers) enthalten, ein Interpretationsstrang, der in der polnischen Rezeption in den siebziger bis achtziger Jahren oftmals vertreten wurde.
Andere Versuche der Interpretation bemühen sich stärker um eine epochen- oder genregeschichtliche Einordnung und diskutieren Schulz’ Verhältnis zu Symbolismus, Expressionismus oder Surrealismus. Ein dritter Rezeptionsstrang ist der autobiographisch-rekonstruierende, der besonders aus der Schule Jerzy Ficowskis stammt. Ein weiterer Ansatz versucht, Bruno Schulz’ Werk in die jüdische Tradition, insbesondere in Strömungen eines häretischen Messianismus einzuordnen (Władysław Panas).
Zur erweiterten Rezeptionsgeschichte gehört auch Jonathan Safran Foers 2010 erschienenes Werk „Tree of Codes“: Foer nahm ein Exemplar von „The Street of Crocodiles“ (eine englischsprachige Ausgabe der „Zimtläden“) und schnitt Lücken in den Text, durch welche hindurch man eine neue Geschichte aus Schulz’ Originaltext herauslesen kann.

## Werke
- Die Zimtläden. Mit einem Nachwort von Andrzej Wirth. Deutsch von Josef Hahn. Hanser, München 1961.
- Die Republik der Träume. Fragmente, Aufsätze, Briefe, Grafiken. Hrsg. von Mikołaj Dutsch. Deutsch von Josef Hahn und Mikołaj Dutsch. Hanser, München 1967.
- Die Zimtläden und andere Erzählungen. Mit einem Nachwort von Jutta Janke, Deutsch von Josef Hahn. Verlag Volk und Welt, Berlin 1970.
- Das Götzenbuch. Deutsch von Wolfgang Reder. Interpress, Warschau 1988, ISBN 83-223-2420-0.
- Gesammelte Werke. Hanser, München 1992.
  - Die Zimtläden und alle anderen Erzählungen. Deutsch von Josef Hahn. ISBN 3-446-17055-3.
  - Die Wirklichkeit ist Schatten des Wortes. Aufsätze und Briefe. Deutsch von Mikołaj Dutsch und Josef Hahn. ISBN 3-446-17056-1.
- Das Graphische Werk. Hrsg. von Wojciech Chmurzynski. dtv, München 2000, ISBN 3-423-12823-2.
- Die Zimtläden. Neuübersetzung von Doreen Daume. Hanser, München 2008, ISBN 3-446-23003-3.[10][11]
- Das Sanatorium zur Sanduhr. Aus dem Polnischen von Doreen Daume. Hanser, München 2011.[12]

## Hörspielbearbeitungen
Wie Jakub, mein Vater, sich von uns wegverwandelte. Hörspiel nach den Zimtläden und andere Erzählungen von Bruno Schulz. Aus dem Polnischen von Josef Hahn/Mikolaj Dutsch. Mit Walter Renneisen, Horst Bollmann, Grete Wurm, Werner Wölbern, Gabriela Maria Schmeide. Musikcollage, Bearbeitung und Regie: Heinz von Cramer. Hessischer Rundfunk 1998.

## Verfilmungen
Der polnische Regisseur Wojciech Has verfilmte 1973 das Das Sanatorium zur Todesanzeige (polnischer Originaltitel: Sanatorium pod klepsydrą). 1986 erschien eine 20-minütige Adaption der amerikanischen Brüder Stephen und Timothy Quay (Brothers Quay) unter dem Titel Street of Crocodiles.

## Epik
- Ugo Riccarelli: Ein Mann, der vielleicht Schulz hieß. Roman. Beck, München 1999, ISBN 3-406-45289-2.
- Maxim Biller: Im Kopf von Bruno Schulz. Novelle. Mit 6 Zeichnungen von Bruno Schulz. Kiepenheuer, Köln 2013, ISBN 978-3-462-04605-2.
- David Grossman: Stichwort: Liebe. Roman. Aus dem Hebräischen von Judith Brüll. Carl Hanser Verlag, München / Wien 1991, ISBN 3-446-14596-6, 613 Seiten. Grossman nennt Schulz als Grund, den Roman überhaupt geschrieben zu haben.[14] Im zweiten Teil werden neben Schulz selbst auch Figuren, Motive und nicht zuletzt die Sprache aus Schulz’ literarischen Werken verarbeitet und weiterentwickelt.

## Literatur

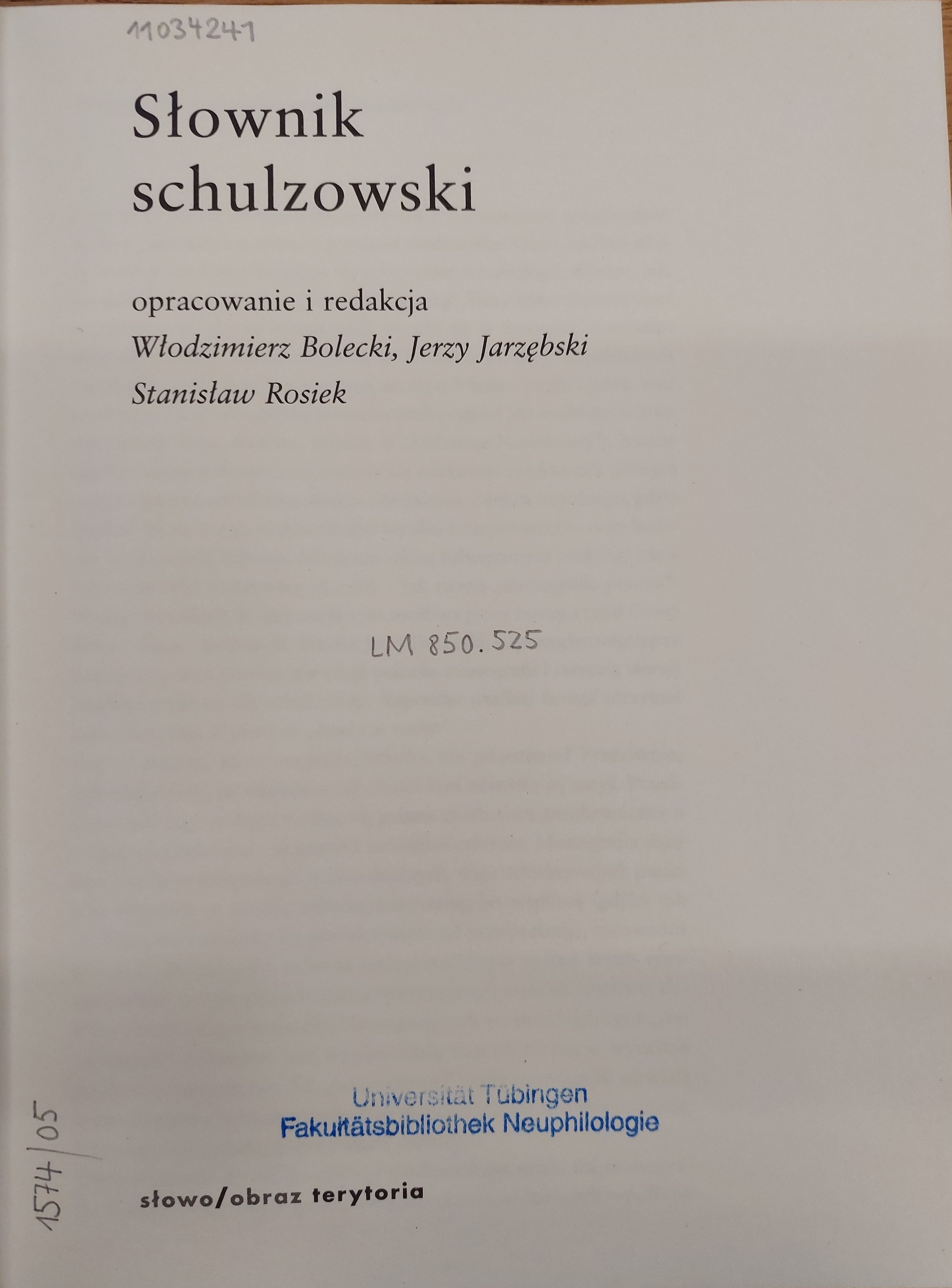
Słownik schulzowski, 2003